# Martin Vlach
Martin Vlach (* 20. června 1980, Jablonec nad Nisou) je fyzik, popularizátor vědy a historie, bývalý prorektor Univerzity Karlovy a bývalý proděkan Matematicko-fyzikální fakulty Univerzity Karlovy.

## Vzdělání a zaměstnání
Vystudoval MFF UK, obor Učitelství pro střední školy/Matematika-fyzika, absolvoval v roce 2004. Titul Ph.D. získal tamtéž v roce 2009 v oboru Fyzika/Obecné otázky fyziky. V roce 2018 se na MFF UK habilitoval docentem. Od 6. prosince 2012 zastával funkci proděkana pro Propagaci MFF UK v kolegiu děkana prof. Jana Kratochvíla, od února 2022 do dubna 2025 byl prorektorem Univerzity Karlovy.

## Vědecká činnost
Vědecká práce doc. Martina Vlacha se zaměřuje především na problematiku fázových přechodů ve slitinách na bázi hořčíku a hliníku, na vliv vodíku na defekty krystalové mříže a na elektrické, mechanické a tepelné vlastnosti kovů.
Jako autor a spoluautor se podílel na 78 vědeckých publikacích, z toho 56 zaznamenaných v mezinárodní databázi Web of Science. Martin Vlach byl řešitelem několika grantů GAČR, působí také jako hodnotitel v programu na podporu aplikovaného společenskovědního a humanitního výzkumu, experimentálního vývoje a inovací ÉTA agentury TAČR.

## Popularizační činnost
V rámci své práce na Matematicko-fyzikální fakultě Univerzity Karlovy se podílí na experimentální složce výuky základního bakalářského kurzu fyziky na MFF UK a také na popularizaci fyziky mezi studenty středních škol. Kromě těchto činností vyučoval na gymnáziu Na Vítězné pláni v Praze. V rámci mezifakultních dohod působil jako demonstrátor fyzikálních experimentů pro Přírodovědeckou fakultu UK a FJFI ČVUT. Je členem odborné komise soutěže České hlavičky a členem správní rady projektu Elixír do škol.
Martin Vlach spolupracoval na scénáři vzdělávacího seriálu a stejnojmenné knize České televize Rande s Fyzikou, dále na scénářích k pořadům Zprávičky/Víte proč?, byl vedoucí organizačního výboru FilmFestu MFF UK a FotoFestu MFF UK a také vedoucí projektu Záchrana a zpřístupnění rotundy sv. Václava na Malostranském náměstí v Praze, který obdržel řadu prestižních národních (např. Patrimonium pro futuro) i mezinárodních ocenění (Cena Evropské unie pro kulturní dědictví / Europa Nostra). Martin Vlach je spoluautor knihy Začínáme s LabVIEW o základech programování v jazyce LabVIEW a knihy s historickou tematikou Cesty nesmrtelných, která mapuje osudy a hroby matematiků, fyziků a astronomů na Olšanských hřbitovech, Malostranském a Vinohradském hřbitově. Věnoval se také záchraně hrobového místa českého buditele Stanislava Vydry na pražských Olšanech.